# Мост Цуносима
Мост Цуносима (яп. 角島大橋) — мост, расположенный в префектуре Ямагути, Япония, имеющий длину 1780 метров и соединяющий остров Цуносима с основной частью Японии. Он является вторым по длине мостом в Японии (его превосходит по длине только мост Акаси-Кайкё).

## Описание
Мост Цуносима пересекает пролив Амагасето в Японском море, соединяя остров Цуносима с основной часть страны. Его длина составляет 1780 метров, что делает его вторым по длине мостом в Японии после Акаси Кайкё.
Мост Цуносима известен своей характерной изогнутой формой: он идёт прямо, поскольку начинается от основной части Японии, а затем изгибается, когда проходит мимо необитаемого острова Хатосима, расположенного в проливе. Поскольку этот необитаемый остров находится на территории национального парка Кита-Нагато Кайган, мост был намеренно изогнут, чтобы избежать проезда через Хатосима, и это позволило сохранить естественную среду острова. Высота моста также была ограничена, чтобы сохранить ландшафт окружающей местности.

## История
До строительства моста остров Цуносима и основная Япония были связаны паромом, который совершал семь ежедневных рейсов туда и обратно. Паром часто откладывался и отменялся из-за ненастной погоды, особенно зимой; в 1983 году примерно 100 жителей острова сформировали группу, чтобы выступить за строительство моста. Строительство моста Цуносима началось только через 10 лет, в сентябре 1993 года, а открылся он в 2000 году.
В 2003 году мост был удостоен награды «Excellence Award» Японского общества инженеров-строителей за его экологически безопасный дизайн.

## Панорама

Панорама моста Цуносима со стороны основной части Японии.